# Équipe de Belgique masculine de cyclisme sur route
L'équipe de Belgique masculine de cyclisme sur route est la sélection de cyclistes belges, réunis lors de compétitions internationales (les championnats d'Europe, du monde et les Jeux olympiques notamment) sous l'égide de la Royale ligue vélocipédique belge. Le sélectionneur est Serge Pauwels.

## Palmarès

### Jeux olympiques

#### Course en ligne

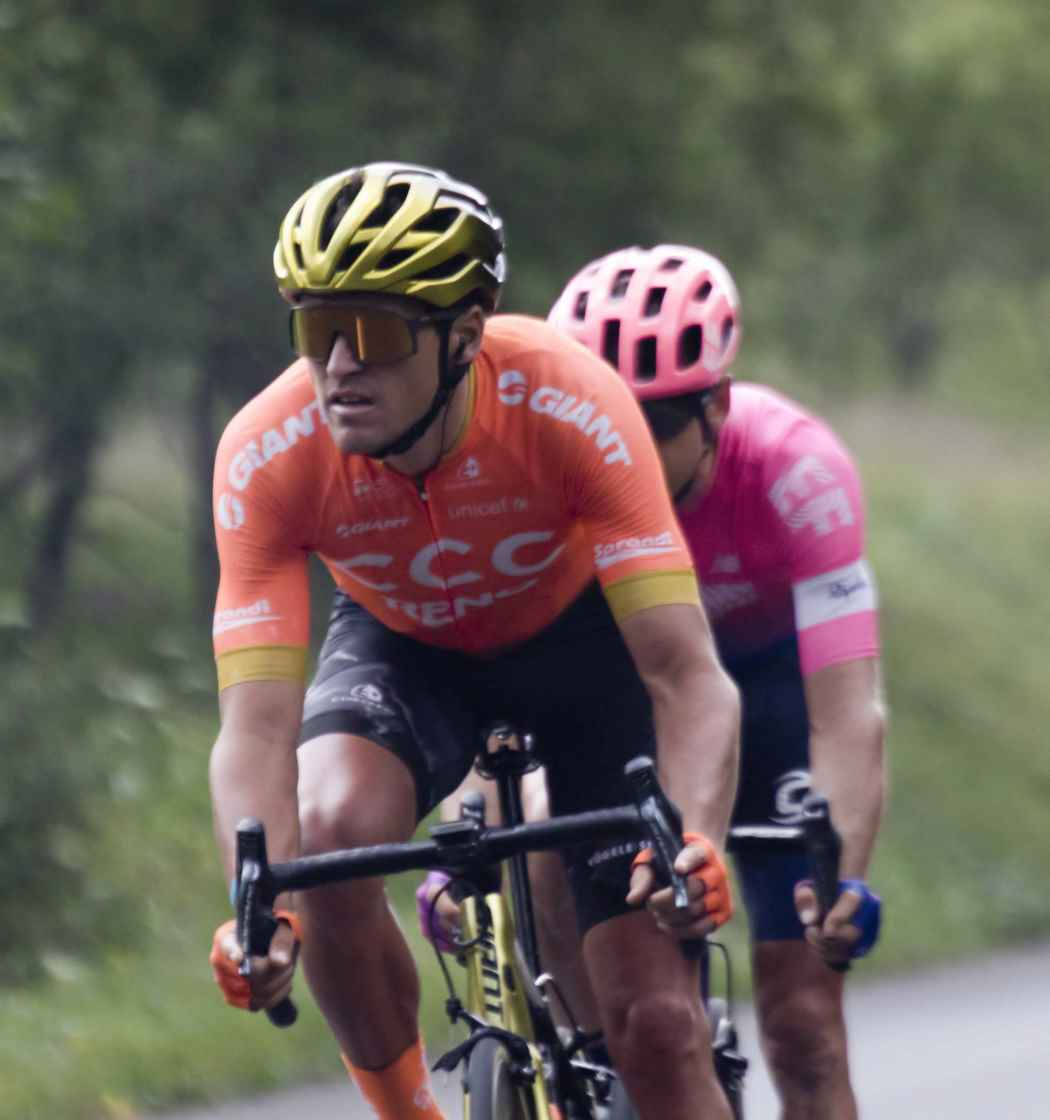
Greg Van Avermaet, champion olympique 2016, lors du Tour de France 2019, avec les liserets dorées symbolisant son titre olympique.

L'épreuve de course en ligne masculine est introduite aux Jeux olympiques en 1896 puis de nouveau depuis 1912.
| Médaille d'or                                                              | Médaille d'argent                                                            | Médaille de bronze                                                                                 |
| -------------------------------------------------------------------------- | ---------------------------------------------------------------------------- | -------------------------------------------------------------------------------------------------- |
| - 1952 : André Noyelle - 2016 : Greg Van Avermaet - 2024 : Remco Evenepoel | - 1924 : Henri Hoevenaers - 1952 : Robert Grondelaers - 2020 : Wout van Aert | - 1948 : Lode Wouters - 1960 : Willy Vanden Berghen - 1964 : Walter Godefroot - 2004 : Axel Merckx |

#### Contre-la-montre individuel
L'épreuve de contre-la-montre individuel masculin est organisée aux Jeux olympiques depuis 1996.
| Médaille d'or            | Médaille d'argent | Médaille de bronze     |
| ------------------------ | ----------------- | ---------------------- |
| - 2024 : Remco Evenepoel |                   | - 2024 : Wout van Aert |

#### Course par équipes
L'épreuve de course en ligne par équipes est organisée aux Jeux olympiques de 1912 à 1956.
| Médaille d'or | Médaille d'argent                                               | Médaille de bronze |
| --- | --------------------------------------------------------------- | --- |
| - 1948 : Léon De Lathouwer Eugène van Roosbroeck Lode Wouters - 1952 : Robert Grondelaers André Noyelle Lucien Victor | - 1924 : Henri Hoevenaers Alphonse Parfondry Jean van den Bosch | - 1920 : Albert Wyckmans Albert De Bunné Jean Janssens André Vercruysse - 1936 : Auguste Garrebeek Armand Putzeyse Jean-François Van Der Motte |

### Championnats du monde de cyclisme sur route

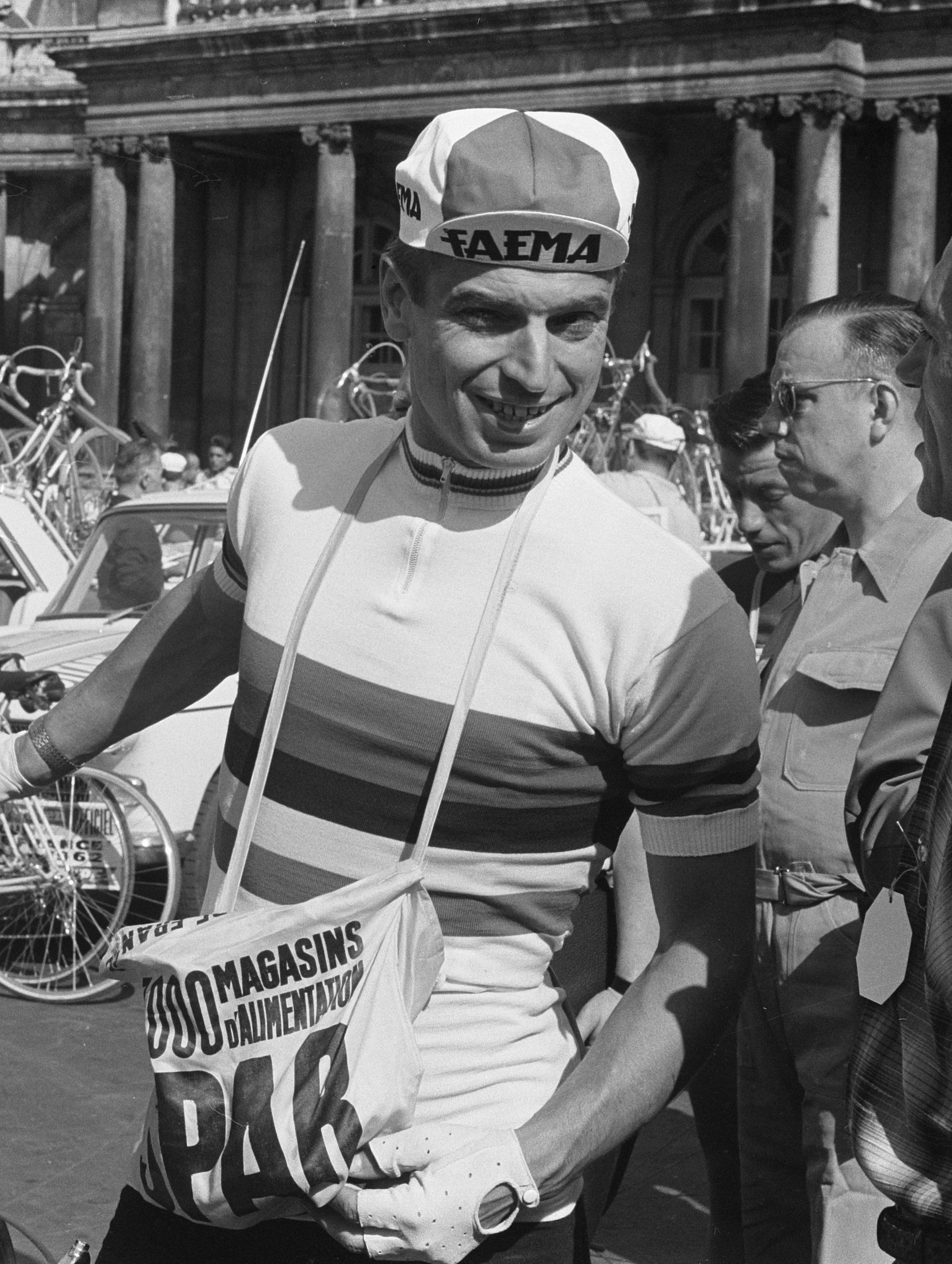
Rik Van Looy lors du Tour de France 1962, champion du monde 1960 et 1961, vêtu du maillot arc-en-ciel.

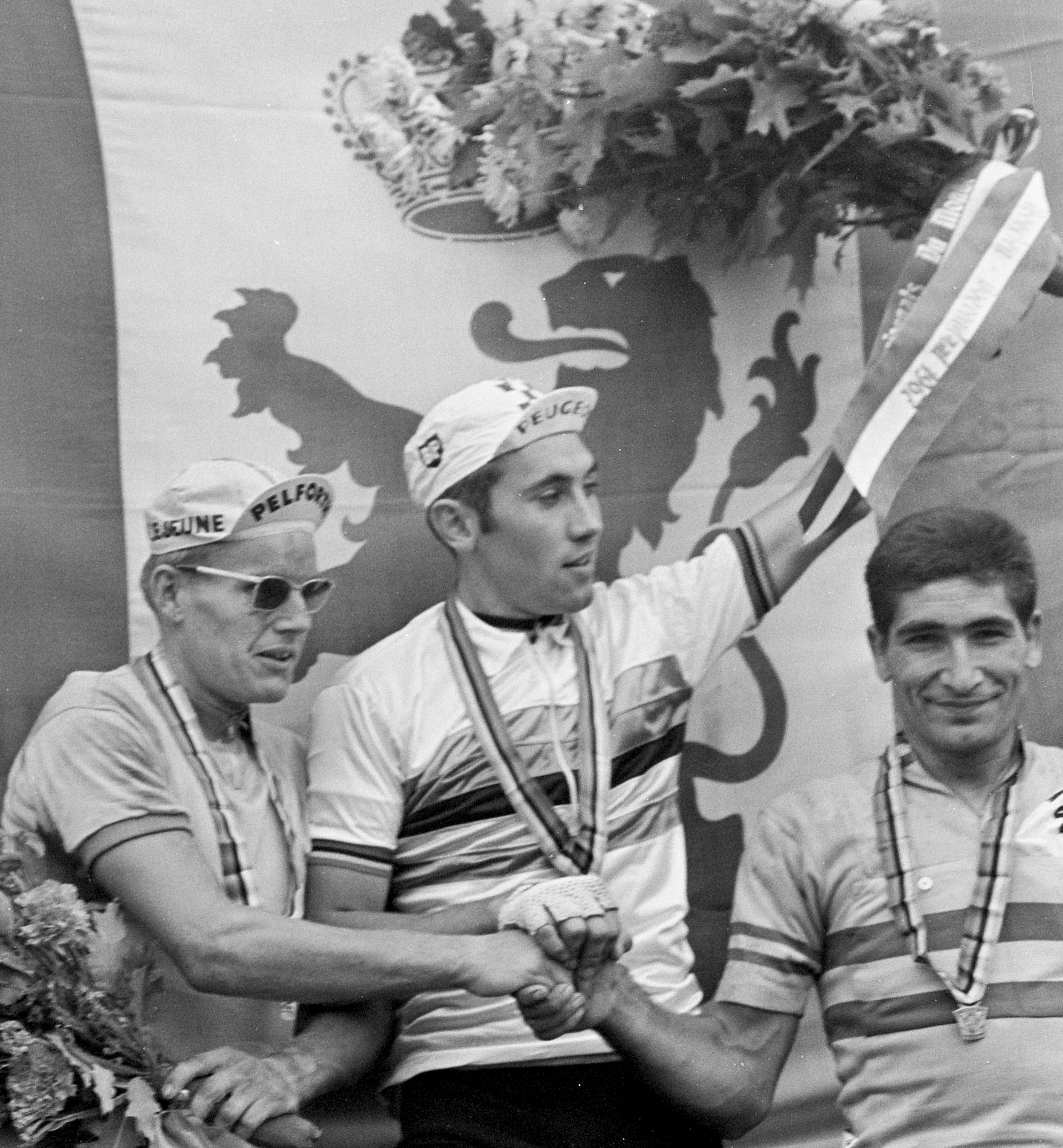
Eddy Merckx, champion du monde 1967, 1971 et 1974, entre Jan Janssen et Ramón Sáez sur le podium du championnat du monde de 1967.

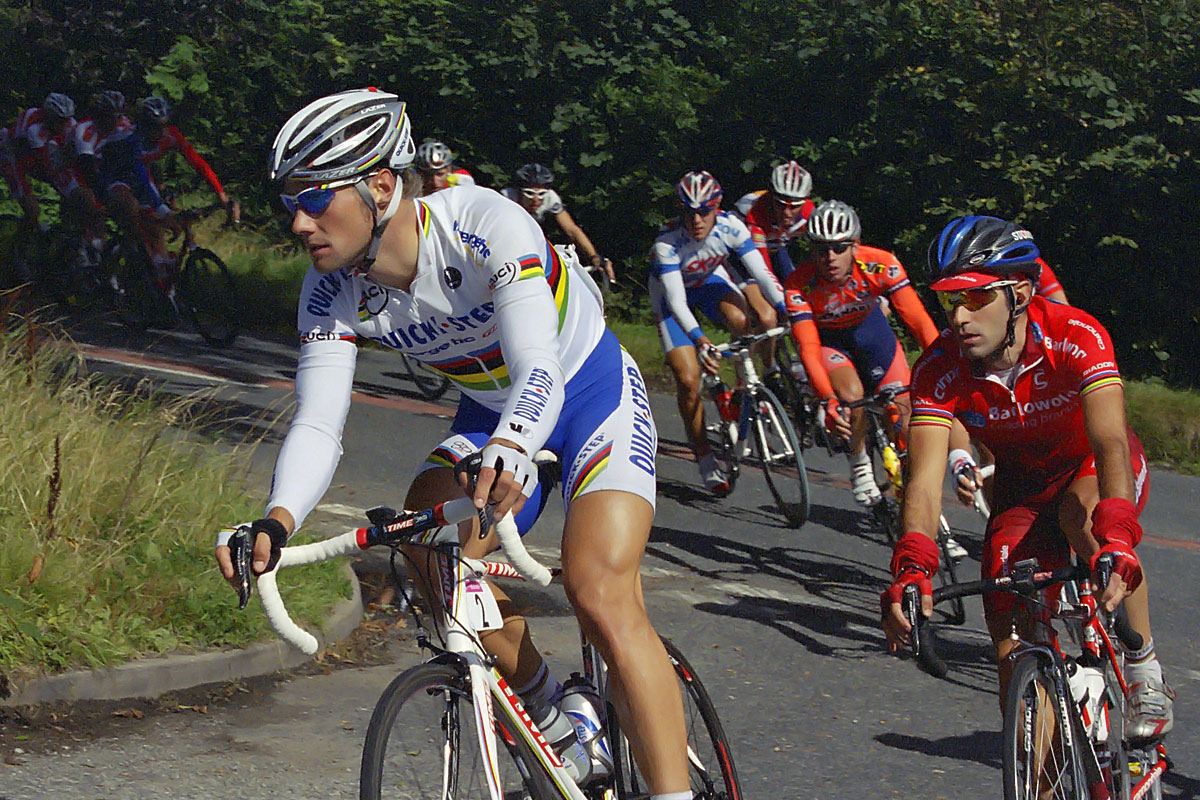
Tom Boonen, champion du monde 2005, vêtu du maillot arc-en-ciel.

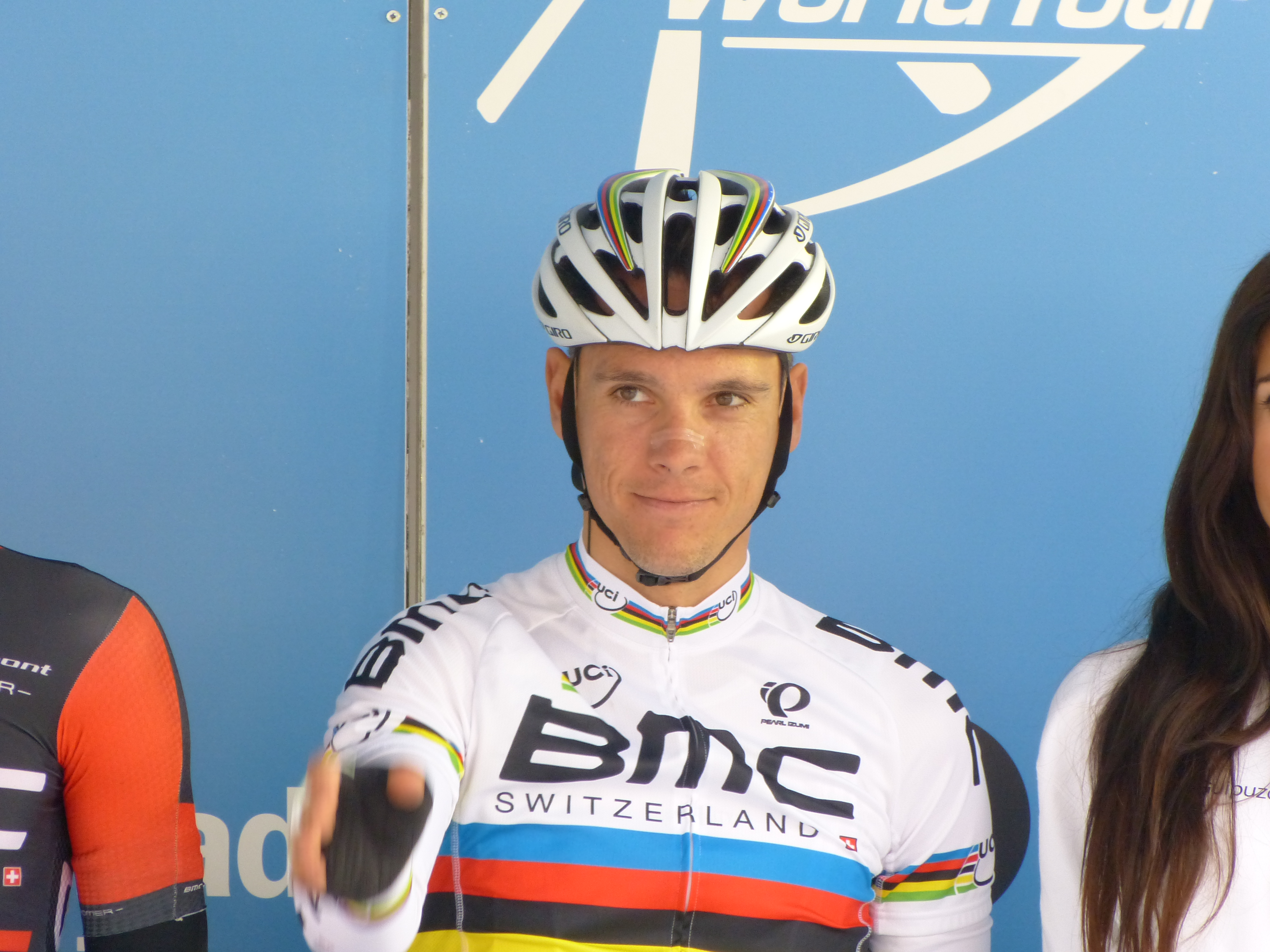
Philippe Gilbert, lors du Tour du Pays basque 2013, vêtu du maillot arc-en-ciel.

#### Course en ligne
Le championnat du monde de course en ligne masculin est organisé depuis 1927, avec pour seule interruption, de 1939 à 1945, la Seconde Guerre mondiale.
| Médaille d'or | Médaille d'argent | Médaille de bronze |
| --- | --- | --- |
| - 1928 : Georges Ronsse - 1929 : Georges Ronsse (2) - 1934 : Karel Kaers - 1935 : Jean Aerts - 1937 : Éloi Meulenberg - 1938 : Marcel Kint - 1948 : Albéric Schotte - 1949 : Rik Van Steenbergen - 1950 : Albéric Schotte (2) - 1955 : Stan Ockers - 1956 : Rik Van Steenbergen (2) - 1957 : Rik Van Steenbergen (3) - 1960 : Rik Van Looy - 1961 : Rik Van Looy (2) - 1963 : Benoni Beheyt - 1967 : Eddy Merckx - 1970 : Jean-Pierre Monseré - 1971 : Eddy Merckx (2) - 1974 : Eddy Merckx (3) - 1976 : Freddy Maertens - 1981 : Freddy Maertens (2) - 1984 : Claude Criquielion - 1990 : Rudy Dhaenens - 1996 : Johan Museeuw - 2005 : Tom Boonen - 2012 : Philippe Gilbert - 2022 : Remco Evenepoel | - 1946 : Marcel Kint - 1947 : Albert Sercu - 1953 : Germain Derijcke - 1956 : Rik Van Looy - 1963 : Rik Van Looy - 1968 : Herman Van Springel - 1969 : Julien Stevens - 1973 : Freddy Maertens - 1975 : Roger De Vlaeminck - 1990 : Dirk De Wolf - 1998 : Peter Van Petegem - 2020 : Wout van Aert - 2023 : Wout van Aert | - 1930 : Georges Ronsse - 1934 : Gustave Danneels - 1935 : Gustave Danneels - 1946 : Rik Van Steenbergen - 1953 : Stan Ockers - 1955 : Germain Derijcke - 1959 : Noël Foré - 1960 : Pino Cerami - 1962 : Jos Hoevenaers - 1965 : Roger Swerts - 2003 : Peter Van Petegem - 2016 : Tom Boonen |

#### Contre-la-montre individuel
Le championnat du monde de contre-la-montre individuel est organisé depuis 1994.
| Médaille d'or                                         | Médaille d'argent                                                      | Médaille de bronze                                                            |
| ----------------------------------------------------- | ---------------------------------------------------------------------- | ----------------------------------------------------------------------------- |
| - 2023 : Remco Evenepoel - 2024 : Remco Evenepoel (2) | - 2019 : Remco Evenepoel - 2020 : Wout van Aert - 2021 : Wout van Aert | - 2018 : Victor Campenaerts - 2021 : Remco Evenepoel - 2022 : Remco Evenepoel |

#### Contre-la-montre par équipes nationales
Le championnat du monde de contre-la-montre par équipes nationales est organisé à partir de 1962. À partir de 1972, il n'est plus organisé les années olympiques. Sa dernière édition par équipes nationales a lieu en 1994, année de la création du championnat du monde du contre-la-montre individuel.
| Médaille d'or                                                                  | Médaille d'argent | Médaille de bronze                                                                 |
| ------------------------------------------------------------------------------ | ----------------- | ---------------------------------------------------------------------------------- |
| - 1971 : Gustaaf Hermans Gustaaf Van Cauter Louis Verreydt Ludo Van Der Linden |                   | - 1964 : Rene Heuvelmans Roland De Neve Roland Van De Rijse Albert Van Vlierberghe |

### Championnats d'Europe de cyclisme sur route

#### Course en ligne
Le championnat d'europe de course en ligne masculin est organisé depuis 2016.
| Médaille d'or      | Médaille d'argent                                                      | Médaille de bronze                          |
| ------------------ | ---------------------------------------------------------------------- | ------------------------------------------- |
| 2024 : Tim Merlier | - 2019 : Yves Lampaert - 2021 : Remco Evenepoel - 2023 : Wout van Aert | - 2018 : Wout van Aert - 2022 : Tim Merlier |

#### Contre-la-montre individuel
Le championnat d'Europe de contre-la-montre individuel masculin est organisé depuis 2016.
| Médaille d'or                                                                    | Médaille d'argent           | Médaille de bronze                                                          |
| -------------------------------------------------------------------------------- | --------------------------- | --------------------------------------------------------------------------- |
| - 2017 : Victor Campenaerts - 2018 : Victor Campenaerts - 2019 : Remco Evenepoel | - 2016 : Victor Campenaerts | - 2020 : Victor Campenaerts - 2021 : Remco Evenepoel - 2023 : Wout van Aert |

## Sélectionneurs
- 1986-1997 : Eddy Merckx
- 1997-1998 : Marc Sergeant
- 1998-octobre 2005 : José De Cauwer
- Octobre 2005-2015 : Carlo Bomans
- 2016-2018 : Kevin De Weert
- 2019-2020 : Rik Verbrugghe
- 2021-2024 : Sven Vanthourenhout
- 2025- : Serge Pauwels